# Mơ (bài hát)
Mơ là một bài hát do ca sĩ, nhạc sĩ, nhà sản xuất âm nhạc người Việt Nam Vũ Cát Tường sáng tác và trình bày. Bài hát được phát hành phiên bản audio vào cuối tháng 12 năm 2015, sau đó được Vũ Cát Tường cho ra mắt MV vào ngày 5 tháng 1 năm 2016.
Bài hát nhận được phản hồi tích cực từ người hâm mộ và các nhà phê bình âm nhạc, đây được coi là một trong những ca khúc làm nên tên tuổi của Vũ Cát Tường trong làng nhạc Việt. Bài hát được đề cử trong Giải Cống hiến lần thứ 11 trong hạng mục "Bài hát của năm", thắng giải "Ca khúc của năm" tại Giải Mai Vàng năm 2016 và nhiều giải thưởng khác.

## Bối cảnh sáng tác
"Mơ" là một bài hát do chính Vũ Cát Tường sáng tác và trình bày, đánh dấu sự trở lại với âm nhạc của Vũ Cát Tường trong gần một năm vắng bóng để tập trung vào việc học. Bài hát không chỉ là câu chuyện về "anh và em" của một cặp đôi nào đó mà còn là câu chuyện chung của những người trẻ đang hoang mang giữa "mơ" và "thực", giữa rất nhiều bản ngã bên trong mình, những lối rẽ cho tương lại, giữa nhiều lối đi hướng về tương lai hay mò mẫm trong quá khứ.

Ngay chính Vũ Cát Tường cũng cho biết đây chính là tâm sự riêng tư của cô trong một năm qua:
| “ | Có rất nhiều khó khăn, sóng gió đã đến với tôi sau những bước đầu tiên đến với con đường âm nhạc chuyên nghiệp. Tôi muốn cảm ơn những thử thách đó vì đã giúp mình bước chậm lại hơn trong sự nghiệp để nhìn lại chính bản thân, "giải mã" chính mình và cuộc sống xung quanh. Sau tất cả vẫn còn lại sự lạc quan, còn lại những phút an nhiên trong cuộc sống. | ” |

## Phát hành
Bài hát được phát hành bản audio vào tháng 12 năm 2015, tiếp đó được Vũ Cát Tường tung MV vào ngày 5 tháng 1 năm 2016 và bản Dance Practice vào ngày 28 tháng 1 năm 2016.

## Sản xuất
Bài hát đánh dấu sự hợp tác của Vũ Cát Tường và Stars Park Entertainment
| Bài hát | Sáng tác     | Thể loại  | Sản xuất âm nhạc | Hòa âm phối khí |
| ------- | ------------ | --------- | ---------------- | --------------- |
| Mơ      | Vũ Cát Tường | Soul, R&B | Huy Tuấn         | Thanh Tâm       |

## Trong văn hóa đại chúng
"Mơ" là bài hát không chỉ nhận được sự yêu thích của khán giả mà còn có các nghệ sĩ tên tuổi.
Hà Anh Tuấn lần đầu tiên thể hiện ca khúc "Mơ" trên sân khấu tại chương trình WeChoice Awards 2016. Chính anh cũng nói:"Đây là bài hát phức tạp nhất trong đời ca hát của Hà Anh Tuấn".
Tại chương trình Sao đại chiến năm 2018, Dương Hoàng Yến đã chọn và thể hiện xuất sắc 2 bài hát với bản mashup là "Mơ" và "Loing you"
Tại chung kết xếp hạng Sao Mai 2019, trong phần thi song ca cùng ca sĩ Nhật Thủy, thí sinh Trương Thuỳ Dương lựa chọn ca khúc Mơ để thể hiện và cô đã giành ngôi vị quán quân.
Hàng loại những sáng tác của Vũ Cát Tường trong đó có "Mơ" cũng được các thí sinh ưu ái lực chọn trong các cuộc thi âm nhạc, giải trí như Giọng hát Việt, Giọng ải giong ai,...

## Giải thưởng và sự công nhận
| Năm  | Giải thưởng                   | Hạng mục                             | Kết quả   |
| ---- | ----------------------------- | ------------------------------------ | --------- |
| 2015 | Bài hát yêu thích             | Ca khúc ấn tượng tháng 12            | Đoạt giải |
| 2015 | Bài hát yêu thích             | Bài hát được yêu thích nhất tháng 12 | Đoạt giải |
| 2016 | VTV-Bài hát tôi yêu           | Music Video Vàng                     | Đoạt giải |
| 2016 | Giải Mai Vàng                 | Ca khúc của năm                      | Đoạt giải |
| 2016 | WeChoice Awards               | MV của năm                           | Đề cử     |
| 2017 | Giải thưởng Âm nhạc Cống hiến | Bài hát của năm                      | Đề cử     |